# Nikolaus Koliusis

Nikolaus Koliusis (2006)

50 km/h

Nikolaus Koliusis (* 2. November 1953 in Salzburg) ist ein bildender Künstler. In seinem Werk beschäftigt er sich vor allem mit dem Sehen als zentralem Medium der Raumwahrnehmung und darüber der Frage des Verhältnisses des Betrachters zum physischen Raum. 

## Leben
Nikolaus Koliusis wurde von 1970 bis 1973 zum Fotografen ausgebildet und war 1973 bis 1976 Fotograf in einem internationalen Architekturbüro. 
Von 1973 bis 1978 war er Gastdozent an der Staatlichen Akademie der bildenden Künste Stuttgart zum Thema Fotografie im architektonischen Planungsprozess. 1976 arbeitete er in einem Forschungsprojekt zur Simulationsfotografie an der Universität Stuttgart. Nach einer Gastdozentur an der Universität Yamaguchi, Japan (1989) war Koliusis von 1989 bis 1992 Dozent an der Staatlichen Akademie der bildenden Künste Stuttgart, von 1992 bis 1993 Professor an der Gesamthochschule Kassel.

## Kunst
Die Fotografie ist Ausgangspunkt seiner Arbeitsweise. Sie kehrt als Möglichkeit, den Blick des Betrachters zu führen, immer wieder in auch die primär nicht photographischen Arbeiten zurück. In den 1970er Jahren hat er als Fotograf für ein Architekturbüro gearbeitet. Hieraus resultiert der für ihn bis heute wichtige Ortsbezug seiner Arbeiten. Die biografische Annäherung geschah durch die Architekturfotografie und einen experimentellen Umgang mit dem Medium der Photographie im Allgemeinen, das dadurch immer wieder hinterfragt wird. 
Seine Interventionen versuchen Einfluss auf den Ort zu nehmen, an dem er seine Objekte (meist aus Glas, Kunststoff oder spiegelnden Materialien) platziert, und damit die Raumwahrnehmung des Betrachters zu verändern. Die Grenzen von Innenraum und Außenraum, von Zentrum und Peripherie werden durch diese Kunstwerke als immer wieder neu zu definierende ausgestellt. Koliusis hinterfragt scheinbar feststehende Kategorien wie Oben und Unten, Innen und Außen und schafft so eine Erweiterung räumlicher Parameter.
Die in seinen Arbeiten oft eingesetzten transparenten und spiegelnden Materialien setzen reflexive Wahrnehmungsvorgänge in Gang, in denen der Betrachter zu einem Nachdenken über seine Identität und damit sein Verhältnis zur Welt geführt wird. Im Wahrnehmungsgeschehen werden diese Fragen physisch erlebbar. Aus Denken wird so Erfahrung.

## Ehrungen und Auszeichnungen
- 1980 Stipendium des Kulturkreises im Bund der Deutschen Industrie
- 1999 Kunstpreis „Freundeszeichen Artheon“
- 2005 Architekturpreis „Renault Traffic Award 2005“
- 2012 Erster Preis im Realisierungswettbewerb zum Gedenk- und Informationsort für die Opfer der nationalsozialistischen „Euthanasie“-Morde am Geschichtsort Tiergartenstr. 4 in Berlin, gemeinsam mit der Architektin Ursula Wilms und dem Landschaftsarchitekten Heinz W. Hallmann
- 2018/19 Artist in Residence, Stuttgarter Philharmoniker, Liederhalle Stuttgarter, Blau

## Künstlerische Projekte und Ausstellungen
- 1989 Documenta IX, Projekt mit Jan Hoet: Netz, das die Kunst schützt …
- 1996 erstes Bühnenbild
- 2004/2005 Zusammenarbeit mit Uwe Wiczorek, ZwischenLicht, Liechtenstein
- 2014 Langsam die Hand vor den Augen öffnen, Raum der Stille, Stuttgart
- 2014 Peking Play the Light
- 2015 Gegenüber, Berlin, Tiergartenstrasse 4, Berlin, Gedenk- und Informationsort für die Opfer der nationalsozialistischen „Euthanasie“- Morde (T4)
- 2016 Blau, Museum DKM, Duisburg
- 2017 Blaubeziehung, Retrospektive, Museum DKM, Duisburg
- 2018 Beginn des Forschungsprojekts Was macht die Kunst im Klinikum mit Susanne Ließegang
- 2022 Lichtung, Installation Fassade Museum Pfalzgalerie Kaiserslautern
- 2022/23 Hyperimage, Staatsgalerie Stuttgart, Ausstellungsbeteiligung mit der Arbeit 1/60,1/1, 60/1 1979
- 2023 Warum Blau, Kunstbus, Museum Pfalzgalerie Kaiserslautern